# Luc Lang
Pour les articles homonymes, voir Lang.
Luc Lang est un écrivain français, né le 18 octobre 1956 à Suresnes.

## Biographie
Luc Lang suit des classes préparatoires littéraires : lettres supérieures (hypokhâgne) au lycée Honoré-de-Balzac, puis en première supérieure (khâgne) au lycée Jules-Ferry.
Il enseigne l'esthétique à l'École nationale supérieure d'arts de Paris-Cergy (ENSAPC).
En 1995, il est lauréat de la Villa Kujoyama.
En 2019, il reçoit le prix Médicis pour La Tentation, un roman sombre qui raconte l'histoire du monde qui est en train de s'effondrer,.

### Décoration
- 2017 : Officier de l'ordre des Arts et des Lettres[4]

## Œuvres

### Romans
- Voyage sur la ligne d’horizon, éditions Gallimard, 1988 ; coll. « Folio », 1999 – Prix Jean-Freustié 1989[5] ; prix Charles-Oulmont 1989
- Liverpool marée haute, Gallimard, 1991
- Furies, Gallimard, 1995
- Mille six cents ventres, éditions Fayard, 1998 ; coll. « Folio », 2000 – Prix Goncourt des lycéens 1998[6]
- Les Indiens, éditions Stock, 2001 ; coll. « Folio », 2003
- La Fin des paysages, Stock, 2006 ; coll. « Folio », 2007
- Cruels, 13, Stock, 2008
- Esprit chien, Stock, 2010
- Mother, Stock, 2012
- L’Autoroute, Stock, 2014
- Au commencement du septième jour, Stock, 2016
- La Tentation, Stock, 2019 – Prix Médicis 2019[7]

### Essais
- Gerhard Richter, en collaboration avec Jean-Philippe Antoine et Gertrud Koch, éditions Dis voir, 1995
- Emmanuel Saulnier : principe transparent, en collaboration avec Jean-Pierre Greff, éditions du Regard, 1999
- Les Invisibles : 12 récits sur l'art contemporain, éditions du Regard, 2002
- 11 septembre Mon Amour, Stock, 2003 ; Le Livre de poche 2005
- Notes pour une poétique du roman, Amis d'inventaire-invention, coll. « Textes », 2003
- Délit de fiction : la littérature, pourquoi ?, Gallimard, 2011 ; coll. « Folio essais », no 558

### Récit
- Le Récit du combat , éditions Stock, 2023